# لش‌ماهی پهلوچرمی
لش‌ماهی پهلوچرمی (نام علمی: Snyderichthys copei) نام یک گونه از تیره کپورماهیان است.